# Eugene Forde
Eugene Forde (Providence, 8 novembre 1898 – Port Hueneme, 27 febbraio 1986) è stato un regista statunitense.

## Biografia
Nato in Rhode Island, a Providence, interpretò nel 1916 il suo unico film, The Innocence of Lizette, a fianco di Mary Miles Minter. Negli anni venti, passò alla regia cinematografica con Honeymoon Hospital, girato in collaborazione con Zion Myers con cui diresse tutti i suoi primi film alla Fox Film Corporation. Regista di genere, ha diretto numerosi film che avevano come protagonista Charlie Chan, il detective di Honolulu di origine cinese. Un altro personaggio della letteratura pulp che compare in alcuni suoi film è quello di Michael Shayne, il detective creato dalla penna di Brett Halliday.

## Filmografia
La filmografia è completa

### Regista
- Honeymoon Hospital, co-regia Zion Myers (1926)
- Madame Dynamite, co-regia Zion Myers (1926)
- Bathing Suitor, co-regia Zion Myers (1927)
- Birthday Greetings, co-regia Zion Myers (1927)
- Girls (1927)
- A Man About Town (1927)
- Cupid and the Clock (1927)
- Mum's the Word  (1927)
- Her Blue, Black Eyes (1927)
- Daredevil's Reward (1928)
- Hello Cheyenne (1928)
- Tom Mix alla riscossa (Painted Post) (1928)
- Her Mother's Back (1928)
- The Son of the Golden West (1928)
- Outlawed (1929)
- Il diamante del reggente (The Big Diamond Robbery) (1929)
- Zampa (1930)
- Primavera en otoño (1933)
- Smoky (1933)
- Charlie Chan's Courage (1934)
- Il nemico invisibile (Charlie Chan in London) (1934)
- La donna del mistero (Mystery Woman) (1935)
- The Great Hotel Murder
- Your Uncle Dudley, co-regia James Tinling (1935)
- Confini selvaggi (The Country Beyond)
- 36 Hours to Kill (1936)
- Step Lively, Jeeves! (1937)
- Midnight Taxi (1937)
- The Lady Escapes (1937)
- Mezzanotte a Broadway (Charlie Chan on Broadway) (1937)
- La valigia dei venti milioni (Charlie Chan at Monte Carlo) (1937)
- L'ultima nave da Shanghai (International Settlement) (1938)
- One Wild Night  (1938)
- Meet the Girls (1938)
- Inspector Hornleigh (1939)
- The Honeymoon's Over (1939)
- Charlie Chan's Murder Cruise (1940)
- Pier 13 (1940)
- Charter Pilot (1940)
- Michael Shayne, investigatore privato (Michael Shayne, Private Detective) (1940)
- Sleepers West (1941)
- Michael Shayne e l'enigma della maschera (Dressed to Kill) (1941)
- Man at Large (1941)
- Buy Me That Town (1941)
- Right to the Heart (1942)
- Berlin Correspondent (1942)
- The Crime Doctor's Strangest Case (1943)
- Shadows in the Night (1947)
- Backlash (1947)
- Jewels of Brandenburg (1947)
- The Crimson Key (1947)
- The Invisible Wall  (1947)

### TV
- Mark Saber" (1951)
- Communist Cop, episodio di I Led 3 Lives (1953)

### Attore
- The Innocence of Lizette, regia di James Kirkwood (1916)